# توم فيف
توم فيف (بالإنجليزية: Tom Fyfe)‏ هو متسلق جبال نيوزيلندي، ولد في 1870، وتوفي في 1947.